# Уортън (окръг, Тексас)
Окръг Уортън (на английски: Wharton County) е окръг в щата Тексас, Съединени американски щати. Площта му е 2833 km², а населението - 41 188 души (2000). Административен център е град Уортън.